# 1940 en Ontario
Chronologie de l'Ontario
- 1936
- 1937
- 1938
- 1939
- 1940
- 1941
- 1942
- 1943
- 1944

Cette page concerne des événements d'actualité qui se sont produits durant l'année 1940 dans la province canadienne de l'Ontario.

## Politique
- Premier ministre : Mitchell Hepburn (Parti libéral)
- Chef de l'Opposition: George Drew (Parti conservateur)
- Lieutenant-gouverneur: Albert Edward Matthews (en)
- Législature: 20e (en)

## Naissances
- Christine Demeter (en), victime de meurtre († 18 juillet 1973).
- 9 février : Dave Nichol (en), producteur de commercialisation Loblaw († 22 septembre 2013).
- 6 mars : Ken Danby (en), peintre († 23 septembre 2007).
- 4 juillet : Pat Stapleton, entraîneur et joueur de hockey sur glace.
- 22 juillet : Alex Trebek, acteur, animateur de jeux télévisés et producteur.
- 6 septembre : Brian Smith (en), joueur de hockeyr sur glace († 2 août 1995).
- 11 septembre : Gerry Phillips (en), député provincial de Scarborough—Agincourt (1987-2011).
- 30 septembre : Dewey Martin (en), batteur de rock († 31 janvier 2009).
- 11 octobre : David McFadden, poète.
- 19 octobre : Bill Gairdner (en), athlète.
- 29 décembre : George Puce (en), lanceur du disque.

## Décès
- 2 mai : James Bowman (en), député fédéral de Huron-Est (1911-1917) et Huron-Nord (1917-1921) (° 31 octobre 1861).
- 25 avril : John Hampden Burnham (en), député fédéral de Peterborough-Ouest (1911-1921) (° 14 octobre 1860).
- 10 juin : Norman McLeod Rogers, député fédéral de Kingston-City (1935-1940) (° 25 juillet 1894).
- 7 septembre : Laura Borden, femme de Robert Borden (° 26 novembre 1861).
- 10 octobre : Berton Churchill, acteur (° 9 décembre 1876).
- 5 décembre : Wilfred Lucas, acteur, réalisateur et scénariste (° 30 janvier 1871).